# Лиска американська
Лиска американська (Fulica americana) — водоплавний птах родини пастушкових, що населяє болота і відкриті водойми Північної та Центральної Америки.

## Опис
Тіло має 33 до 41 см завдовжки і важить до 0,65 кг. Дорослі птахи мають короткий товстий білий дзьоб з темним обідком на кінці, більше схожий на курячий, ніж на качиний. Зазвичай також мають червонувато-коричневу пляму на лобі. Тіло сіре, голова і шия темніші, ніж решта частин тіла. Ноги довгі, зеленувато-жовті, із шкірястими бічними виростами на фалангах пальців, що помагає лисці плавати. Очі червоні. Пташенята мають темне тіло із яскраво-червоною головою, дещо темніший дзьоб і ноги та помаранчеве опушення навколо шиї.

## Особливості біології
Звичайно живе на мілинах та неглибоких водоймах, болотах і заплавах, де є поєднання зарослих ділянок і відкритих плес. Гнізда наплавні, з очерету і трави, будовані спільно парою птахів. Лиска відкладає 6-11 сіруватих або рябеньких, з бурими плямками, яєць, які висиджує 21-25 днів. Харчується водною рослинністю, комахами, слимаками, ракоподібними, червами, пуголовками та рибою. Прочісує поверхню води в пошуках їжі, час від часу пірнаючи, може відбирати їжу в качок.
У статевій поведінці лиски практикують проміскуїтет, через що самці зчиняють між собою бійки за самиць.

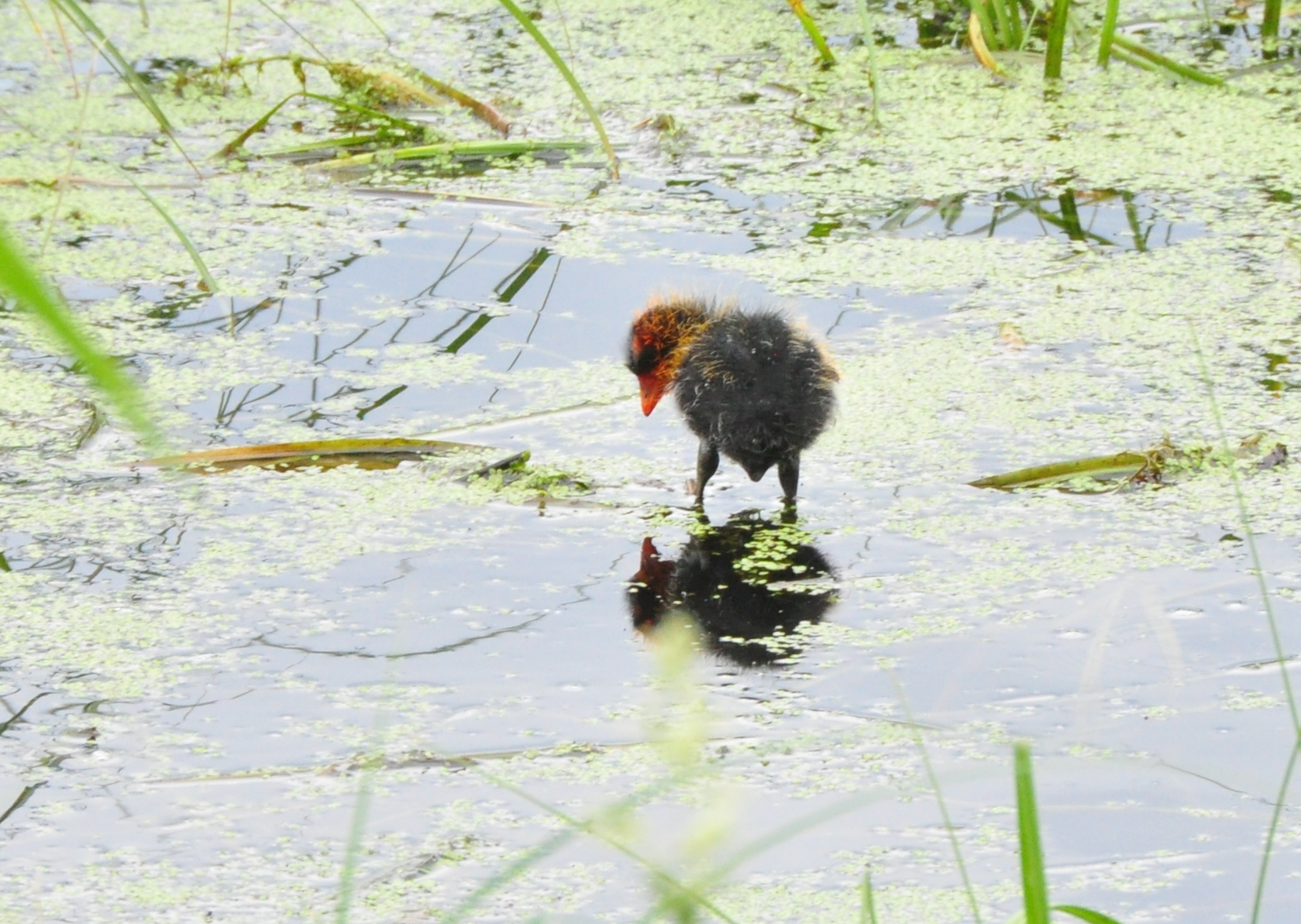
Пташеня лиски американської

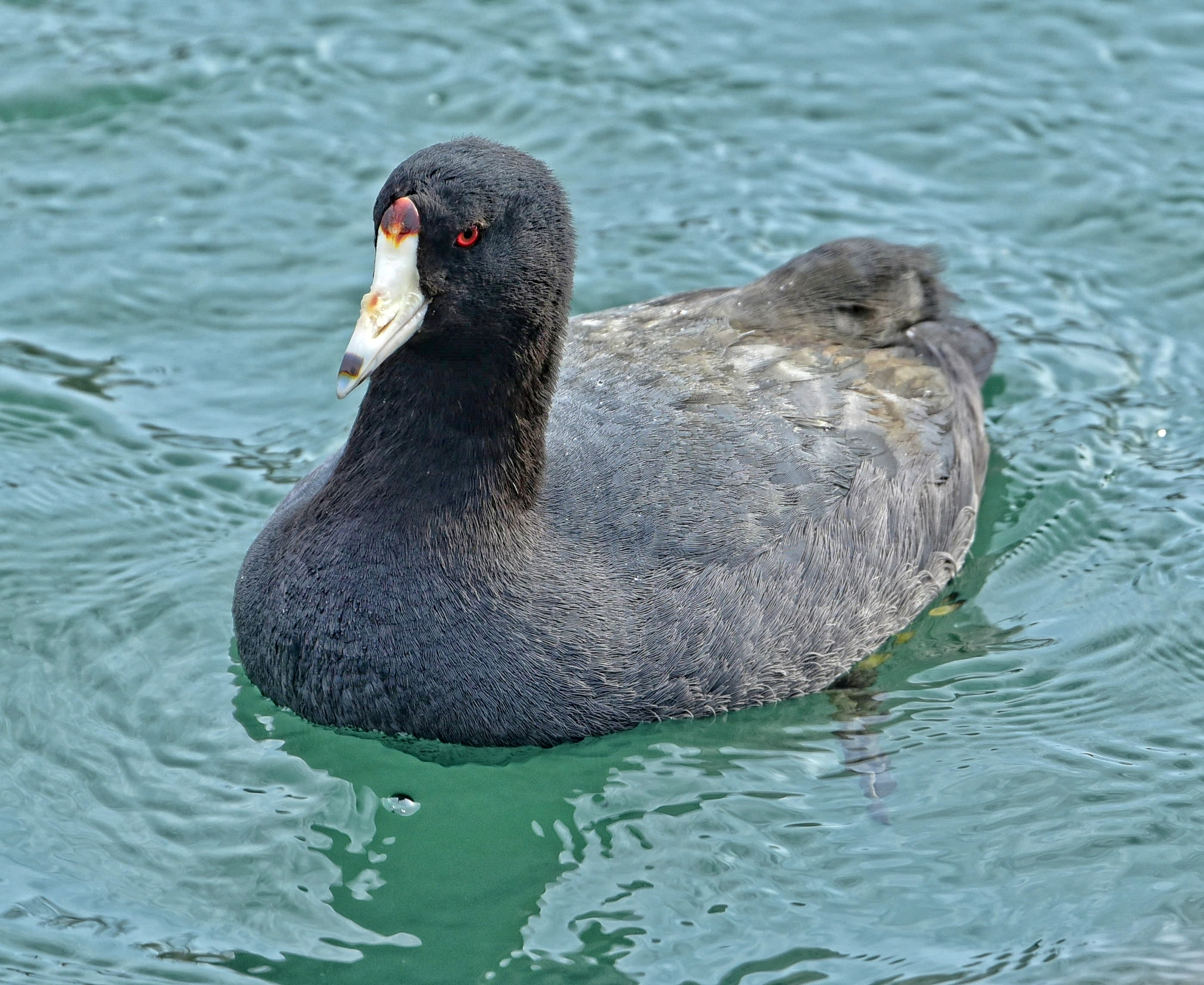
У лиски американської червона бляшка над дзьобом